# Christian Mali
Christian Friedrich Mali (né le 6 octobre 1832 à Darthuizen, Pays-Bas - décédé le 1er octobre 1906 à Munich) est un peintre paysager allemand de l'école de Munich.

## Biographie

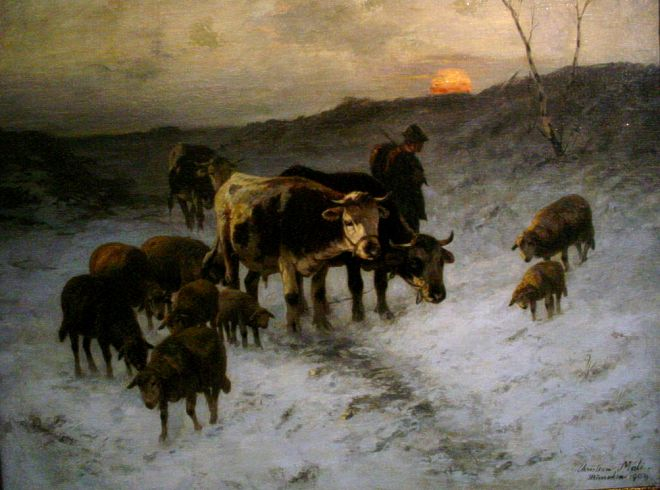
Soir d'hiver après le marché aux bestiaux, huile sur toile, 1904

Influencé par son beau-frère hollandais Pieter Francis Peters (en), artiste peintre, Christian Friedrich Mali a vécu plusieurs années à Stuttgart où il a exercé le métier de graveur sur bois. Il rejoint son frère Jan à Munich, devient professeur et rencontre vers 1860 celui qui allait devenir son ami Anton Braith. Après un voyage en Italie, Christian Friedrich Mali commence à peindre des paysages le plus souvent au lever ou coucher du soleil (Le soir à Vérone). En 1865, il se rend à Paris et, après avoir étudié les œuvres de Troyon, fait figurer des animaux, notamment des moutons, sur ses toiles. Christian Friedrich Mali est enterré aux côtés de son ami Anton Braith dans la ville de Biberach à laquelle il a légué ses œuvres.